# Plumelec
Plumelec (bretonsko Pluveleg) je naselje in občina v severozahodnem francoskem departmaju Morbihan regije Bretanje. Leta 1999 je naselje imelo 2.337 prebivalcev.

## Geografija
Kraj leži v severozahodni francoski pokrajini Bretaniji, 30 km severno od Vannesa.

## Administracija
Občina Plumelec se skupaj s sosednjimi občinami Bignan, Billio, Buléon, Guéhenno, Saint-Allouestre in Saint-Jean-Brévelay nahaja v kantonu Saint-Jean-Brévelay s sedežem v Saint-Jean-Brévelayu.

## Zanimivosti
- Château de Callac iz 15. stoletja,
- nekdanja cerkev Saint-Melec iz 15. stoletja, porušena 1890,
- Calvaire de Callac,
- Monument de Kerihuel.